# Friedrichsthal (Ehingen)
Friedrichsthal ist ein Gemeindeteil der Gemeinde Ehingen im Landkreis Ansbach (Mittelfranken, Bayern). Friedrichsthal liegt in der Gemarkung Beyerberg.

## Geografie
Das Dorf liegt in einer Waldlichtung an einem rechten Nebenbach des 300 Meter weiter nördlich fließenden Moosgrabens, der ein linker Zufluss des Lentersheimer Mühlbachs ist, der wiederum ein linker Zufluss der Wörnitz ist. 0,75 km westlich des Ortes erhebt sich der Schellenbuck (529 m ü. NHN). Eine Gemeindeverbindungsstraße führt zur Kreisstraße AN 50 (1 km westlich) bzw. nach Brunn (1,6 km östlich).

## Geschichte
Ursprünglich besaßen Bürger aus Dinkelsbühl mehrere Grundgefälle in der Gemarkung von Friedrichsthal, verkauften diese dann 1437/47 an das Kloster Heilsbronn.
Das Hochgericht übte das ansbachischen Oberamt Wassertrüdingen aus. Die Dorf- und Gemeindeherrschaft übte im jährlichen Wechsel das Kastenamt Wassertrüdingen und das Verwalteramt Waizendorf aus. Gegen Ende des 18. Jahrhunderts gab es in Friedrichsthal 12 Anwesen und ein Gemeindehirtenhaus. Grundherren waren ansbachische Ämter (Verwalteramt Waizendorf: 1 Hof, 2 Halbhöfe, 1 Dreiviertelhof, 1 Viertelhof, 1 Gut, 1 Gütlein; Kastenamt Wassertrüdingen: 2 ganze und 2 halbe Güter) und der Hochstift Eichstätt (Kastenamt Ornbau: 1 Gut). Von 1797 bis 1808 unterstand der Ort dem Justiz- und Kammeramt Wassertrüdingen.
Infolge des Gemeindeedikts wurde Friedrichsthal dem 1809 gebildeten Steuerdistrikt und Ruralgemeinde Beyerberg zugeordnet. Im Zuge der Gebietsreform in Bayern wurde Friedrichsthal am 1. Juli 1972 nach Ehingen eingemeindet.

### Einwohnerentwicklung
| Jahr      | 001818 | 001840 | 001861 | 001871 | 001885 | 001900 | 001925 | 001950 | 001961 | 001970 | 001987 | 002006 | 002016 |
| Einwohner | 52     | 55     | 54     | 59     | 51     | 53     | 47     | 59     | 45     | 39     | 38     | *86    | *70    |
| Häuser    | 12     | 11     |        |        | 11     | 10     | 10     | 10     | 10     |        | 12     |        |        |
| Quelle    | [ 12 ] | [ 13 ] | [ 14 ] | [ 15 ] | [ 16 ] | [ 17 ] | [ 18 ] | [ 19 ] | [ 20 ] | [ 21 ] | [ 1 ]  | [ 22 ] | [ 22 ] |

## Religion
Der Ort ist seit der Reformation evangelisch-lutherisch geprägt und bis heute nach St. Walburgis und St. Nikolaus (Beyerberg) gepfarrt. Die Einwohner römisch-katholischer Konfession sind nach Herz Jesu (Bechhofen) gepfarrt.